# Mộ vua voi
Mộ vua voi ở Bản Đôn là mộ phần của Khun Yu Nốp (N' Thu K'Nul), người được mệnh danh là vua voi bản Đôn, Đăk Lăk và người kế tục của ông là R'leo K'Nul.

## Địa điểm
Nằm trong quần thể du lịch Bản Đôn, huyện Buôn Đôn, Đăk Lăk.

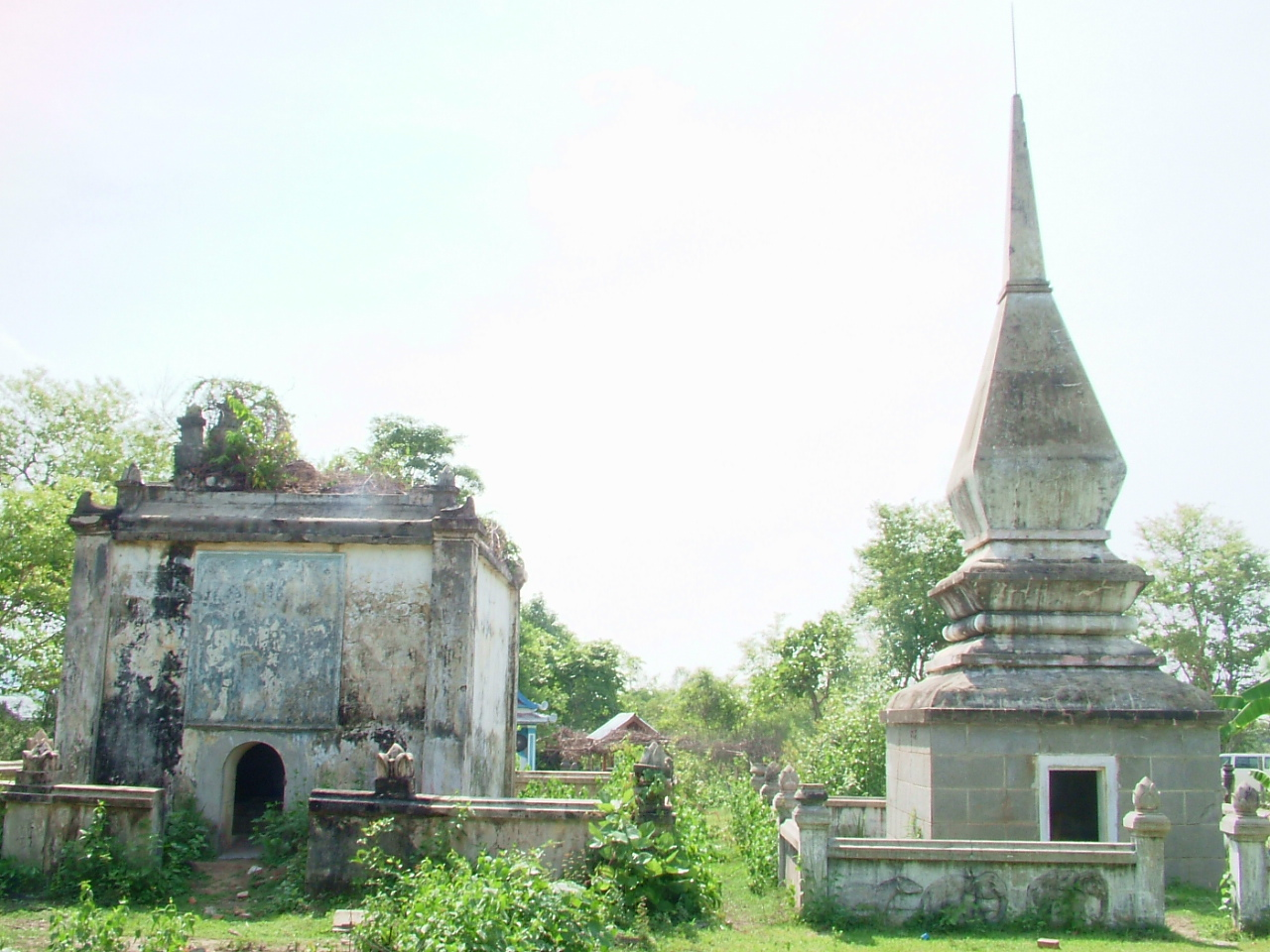
Mộ vua voi ở Bản Đôn

## Lịch sử
Đây là khu lăng mộ của gia đình vua voi Khunjunob, một nhân vật lịch sử có đã trở thành một huyền thoại của vùng Bản Đôn nổi tiếng về truyền thống săn bắt voi và thuần dưỡng voi rừng.
Gồm 2 lăng mộ xây gạch, lăng mộ của vua voi N'Thu K'Nul do R'leo K'Nul, người kế tục sự nghiệp, cho xây dựng. Mộ có kiến trúc M'nông và Lào với mô típ hình khối đơn giản trên có trang trí hình búp sen ở bốn góc và đỉnh mộ. Mộ của R'leo K'Nul, ở ngay bên cạnh, được xây dựng rất đẹp theo mô típ hình chóp nhọn của dân tộc Campuchia; mộ do do chính vua Bảo Đại cho người sưu tầm kiểu dáng và xây dựng để cảm tạ về con voi trắng mà vua voi tặng cho ông và công xây dựng đội tượng binh. Do hai ngôi mộ liền kề nhau và kết hợp hài hòa như một nên chính là lý do vì sao người ta hay nhầm tưởng đây là một ngôi mộ duy nhất và mộ R' Leo mới là mộ vua voi Khunjunob.
Khu lăng mộ vua voi nằm trong quần thể nghĩa địa của Buôn Đôn với những ngôi mộ được trang trí bằng tượng nhà mồ, một nét rất đặc trưng của văn hoá Tây Nguyên.
Hiện tại mộ vua voi ở Bản Đôn là một điểm tham quan du lịch quan trọng trong quần thể du lịch Bản Đôn.